# Thibiuca
Thibiuca (łac. Dioecesis Thibiucensis) – stolica historycznej diecezji w Cesarstwie Rzymskim w prowincji Afryka Prokonsularna, sufragania metropolii Kartagina. Obecnie katolickie biskupstwo tytularne położone w Tunezji. 

## Biskupi
| Lp. | Biskup                  | Funkcja                                         | Od               | Do                  |
| --- | ----------------------- | ----------------------------------------------- | ---------------- | ------------------- |
| 1.  | Ippolito Rotoli         | pronuncjusz apostolski Korei                    | 2 września 1967  | 4 października 1977 |
| 2.  | Nestor Celestial Cariño | biskup pomocniczy Legazpi (Filipiny)            | 9 marca 1978     | 12 sierpnia 1980    |
| 3.  | Patricio Alo            | biskup pomocniczy Davao (Filipiny)              | 14 kwietnia 1981 | 9 listopada 1984    |
| 4.  | Jesus Castro Galang     | biskup pomocniczy San Fernando (Filipiny)       | 23 maja 1987     | 7 grudnia 1991      |
| 5.  | Michael Sheridan        | biskup pomocniczy St. Louis (Stany Zjednoczone) | 8 lipca 1997     | 4 grudnia 2001      |
| 6.  | Andrew Yeom Soo-jung    | biskup pomocniczy seulski (Korea Południowa)    | 1 grudnia 2001   | 10 maja 2012        |
| 7.  | Eugenio Coter           | wikariusz apostolski Pando (Boliwia)            | 2 lutego 2013    |                     |